# Pocilloporidae
Pocilloporidae é uma família de cnidários antozoários da subordem Astrocoeiina, ordem Scleractinia.

## Géneros
- Madracis Milne-Edwards & Haime, 1849
- Palauastrea Yabe and Sugiyama, 1941
- Pocillopora Lamarck, 1816
- Seriatopora Lamarck, 1816
- Stylophora Schweigger, 1819